# OSO 6
OSO 6 (Orbiting Solar Observatory) amerikai napkutató műhold.

## Küldetés
A program célja Napkutatás. A Nap elektromágneses sugárzásának vizsgálata az ultraibolya és a röntgentartományban, valamint az égbolt, a geokorona és az állatövi fény tanulmányozása.

## Jellemzői
Tervezte a NASA, építette Ball Brothers Research Corporation (BBRC).
Megnevezések: OSO–6 (Orbiting Solar Observatory); COSPAR: 1969-068A. Kódszáma: 4065.
1969. augusztus 9-én Floridából, a Légierő (USAF) Cape Canaveral rakétaindító bázisáról, az LC–17A (LC–Launch Complex) jelű indítóállványról, egy Thor–Delta (548/D72) hordozórakétával, a PAC–1 navigációs műhold társaságában állították alacsony Föld körüli pályára (LEO = Low-Earth Orbit). Az orbitális pályája 95,10 perces, 32,9 fokos hajlásszögű, elliptikus pálya perigeuma 489 km, az apogeuma 554 km volt.
Tömege 290 kg. Mérési adatait magnóra rögzítette, illetve közvetlenül a földi állomásokra továbbította. 1972. december 31-én befejezte aktív szolgálatát.
1981. március 7-én 4228 nap (11,57 év) után belépett a légkörbe és megsemmisült.